# Nazzarena Grilli
Nazzarena Grilli (Città di Castello, 25 novembre 1959) è un'allenatrice di calcio ed ex calciatrice italiana, tecnico federale della Under-23 di calcio femminile dell'Italia.

## Carriera

### Giocatrice
Ha iniziato a giocare molto giovane nella Valigi Perugia subito in prima squadra, in Serie A. Rinunciando ad iscriversi al campionato di Serie B 1978 la Valigi è costretta a lasciar libere tutte le calciatrici e Nazzarena è libera di tessersi per la Lazio 1975 con cui vince i primi 2 scudetti nel 1979 e 1980.
È acquistata dal Livio Bolis presidente dell'A.C.F. Gorgonzola che la utilizza per i propri colori nella stagione 1982 per poi portarla a Piacenza nella stagione 1983 quando, per un problemi sorti con la città di Gorgonzola per l'uso dello stadio comunale, rileva in blocco dal direttivo piacentino la squadra biancorossa utilizzando molte delle proprie calciatrici in Serie A e le altre in Serie C malgrado le proibitive trasferte giocando sui ben più disponibili campi piacentini.
Passa alla Giolli Gelati Roma dove gioca 2 campionati consecutivi di alto livello senza poter collezionare alcun scudetto ma campionati sempre a stretto contatto con le squadre campioni d'Italia.

È nelle file giallorosse quando il nuovo commissario tecnico della Nazionale Guenza la porta ad esordire a fine stagione 1980 nella partita Italia-Resto d'Europa 2-1 dell'11 ottobre a Domodossola utilizzandola quasi sempre come mezzala destra in 17 partite andando una sola volta in gol nella partita Italia-Scozia 3-0 del "Torneo di Castelsardo" disputata il 22 agosto 1981 ad Alghero.

Il Milan 82 1988-1989. In piedi da sinistra: Laura Cascella, Ulla Bastrup, Rita Lanfranchi, Nazzarena Grilli, Rossana Cassani. Accosciate da sinistra: Viviana Bontacchio, Angela Cosentino, Laura Tavella, Maria Diano, Nausica Pedersoli, Eleonora Brambilla.

La Nazionale Italiana in allenamento a Gorgonzola (circa 1982). In piedi da sinistra: Nazzarena Grilli, Ida Golin, Elisabetta Saldi, Maria Mariotti, Marisa Perin, Elisabetta Vignotto e Stefania Bandini. Accosciate da sinistra: Ornella Montesi, Elisabetta Secci, Caterina Fuoco, ???, Maura Furlotti e Daniela Sogliani.

Gioca un solo anno al Modena prima di passare alla Fiammamonza dove rimane 3 stagioni cogliendo subito un terzo posto nella stagione 1986-1987 e la vittoria in Coppa Italia. Con le biancorosse monzesi della presidentessa Natalina Ceraso Levati sono tre bei campionati che non dimenticherà facilmente e che la vedrà tornare in seguito in veste da allenatore.
Stabilitasi nella periferia milanese si accasa al Milan 82 del presidente Mario Pagano sponsorizzato Salvarani, società che aveva rastrellato sul mercato alcune delle migliori calciatrici e nazionali dell'epoca quali Carolina Morace, Viviana Bontacchio, la danese Ulla Bastrup (1988-1989 e 1989-1990), Elisabetta Bavagnoli, Eleonora Brambilla e Laura Cascella. Con il Milan 82 coglie il terzo scudetto nella memorabile stagione 1991-1992.
Termina la sua carriera calcistica a Cagliari indossando i colori gialloblu della "Delfino" di Cagliari nella stagione 1993-1994 a causa dell'infortunio al ginocchio destro (menisco).

### Allenatrice
Con un gruppo di amiche fonda nel 1992 l'A.C.F. Sporting Segrate 92, società di Segrate che inizia ad allenare dal 1994 dopo aver conseguito il patentino di terza categoria portandola dalla Serie Regionale in Serie A con 2 promozioni consecutive. Andata poi ad allenare la Vallassinese vi rimane tre stagioni ottenendo due promozioni consecutive: dalla Serie B alla Serie A2 nella stagione 2001-2002 e dalla A2 alla Serie A nella stagione 2002-2003.
Tornata alla Fiammamonza, che allenò per tre stagioni consecutive, portò le biancorosse a vincere il titolo italiano 2005-2006 e la Supercoppa 2006, un doppio successo esaltante, totalmente differente dagli scudetti vinti da calciatrice.
Ingaggiata dal Milan del presidente Crudo, dopo un anno di sosta, ottiene un quarto posto a soli 4 punti dalla zona promozione.
Ingaggiata dal Brescia nella stagione 2010-2011 porta le rondinelle a raggiungere il 3º posto in classifica in Serie A, risultato mai ottenuto da nessuna squadra femminile bresciana, che le vale anche il massimo riconoscimento dell'Associazione Allenatori, ovvero la "Panchina d'Oro 2010/11". La stagione successiva non si conclude secondo le aspettative della dirigenza bresciana, e i contrasti maturati in un ambiente molto caricato dal successo della stagione precedente la portano a dare le dimissioni alla penultima giornata del campionato 2011-2012 lasciando al suo successore l'incombenza di raccogliere il frutto del suo lavoro portando le rondinelle a vincere la Coppa Italia 2011-2012.
Intanto si iscrive al corso per l'abilitazione ad "Allenatore di Seconda Categoria UEFA A" ottenendo il patentino di allenatore professionista di Seconda Categoria con la valutazione di 106 su 110.
Nella stagione 2013-14 a campionato in corso diventa l'allenatore della Bocconi Milano in Serie B conducendo la formazione milanese ad un 5º posto finale; a fine campionato lascia la Bocconi per tornare in Serie A alla guida del Mozzanica.
Alla guida del Mozzanica ottiene nella sua stagione di esordio la miglior prestazione in campionato della squadra in tutta la sua storia sportiva fino a quel momento, il terzo posto alle spalle di AGSM Verona e Brescia, la semifinale di Coppa Italia, eliminata dal Brescia. Nella successiva ottiene il quarto posto in campionato, rimanendo lungamente alla prima posizione prima di incappare in una serie di risultati negativi dalla quindicesima giornata, mentre in Coppa Italia ritrova nuovamente il Brescia ad eliminarla in semifinale. Al termine del campionato Grilli decide di lasciare la società.
Nel gennaio 2017 Grilli viene chiamata dalla dirigenza dell'Arezzo femminile per sostituire Manuela Tesse, richiesta da Carolina Morace come sua seconda alla guida della nazionale di calcio femminile di Trinidad e Tobago, che fino a quel momento aveva allenato la squadra iscritta al campionato di Serie B 2016-2017.
Lasciata la panchina dell'Arezzo a Marx Lorenzini per la stagione 2017-18, a novembre 2017 Grilli accetta la proposta della FIGC che le affida la guida tecnica della selezione femminile Under-16 dell'Italia, andando a rilevare il tecnico Massimo Migliorini passato all'Under-17, inoltre in collaborazione con il tecnico Attilio Sorbi, la nazionale italiana Under-23 femminile prima di assumere l'incarico di allenare nel 2018 la nazionale italiana Under-17 femminile.

## Palmarès

### Giocatrice

#### Club

##### Competizioni nazionali
- Campionato italiano: 3

Lazio 1975: 1979, 1980
Milan 82 Salvarani: 1991-1992
- Coppa Italia: 1

Modena: 1985-1986

### Allenatrice
- Campionato italiano: 1

FiammaMonza: 2005-2006
- Supercoppa italiana: 1

FiammaMonza: 2006

### Individuale
- Panchina d'oro di Serie A femminile: 1

2010-2011